# Bezenye
Bezenye (horvátul: Bizonja, Bizunja, németül: Pallesdorf, szlovákul: Beziň) község Győr-Moson-Sopron vármegyében, a Mosonmagyaróvári járásban.

## Fekvése
Bezenye Győr-Moson-Sopron vármegye északnyugati szegletében, a Mosoni-síkságon, az osztrák-szlovák-magyar hármashatárnál Mosonmagyaróvár és Rajka között fekvő település. (A folyószabályozás előtt a Szigetközhöz tartozott.)
A község főutcája 15-ös főút; ezen felül még egy országos közút érinti, az 1501-es út, amely Hegyeshalom központjában ágazik ki az 1-es főútból és itt ér véget 7,4 kilométer megtétele után. Vasúti megállóhelye, Bezenye megállóhely megközelíthető a Budapest–Hegyeshalom–Rajka-vasútvonalon.

## Élővilága

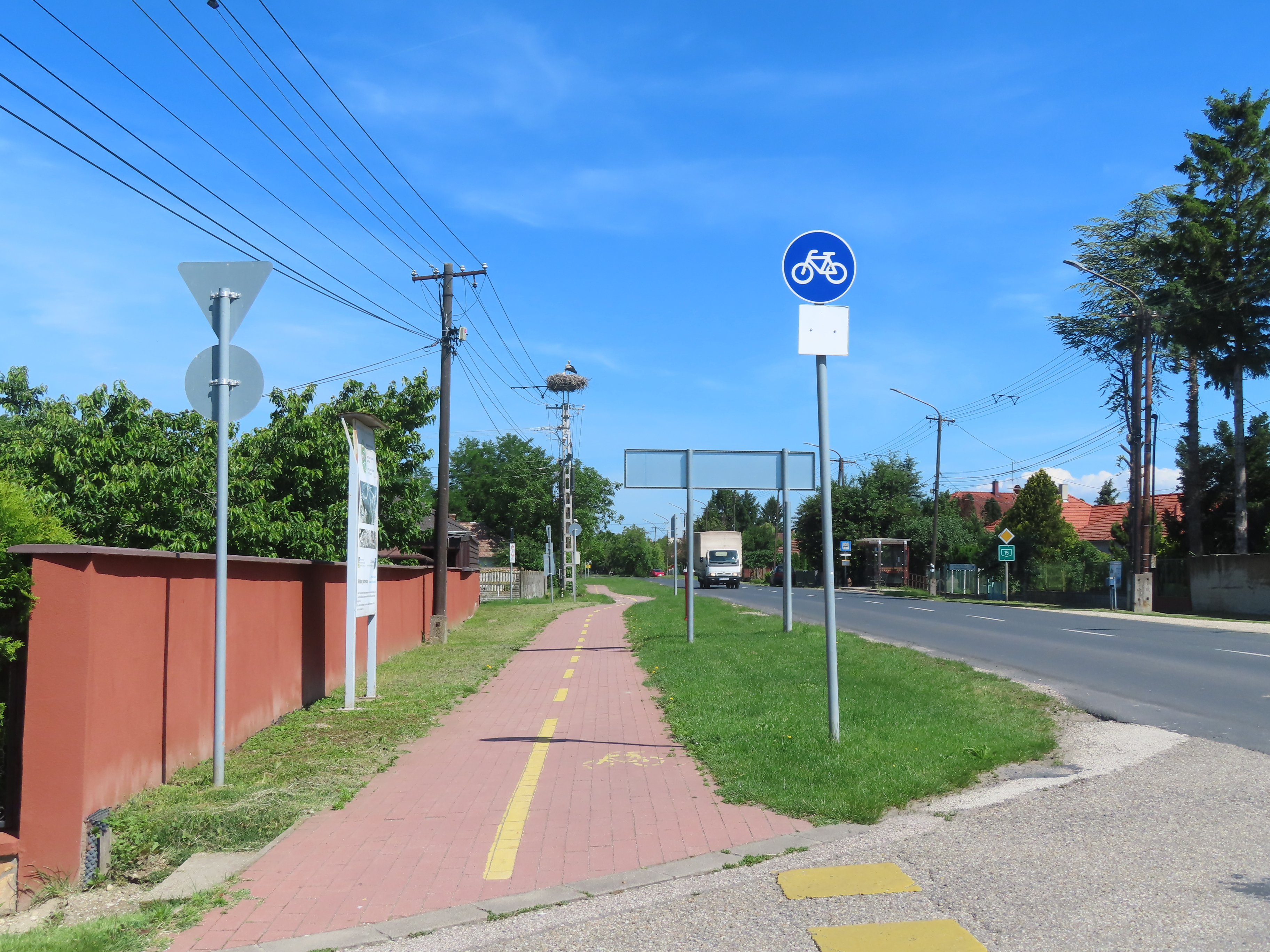
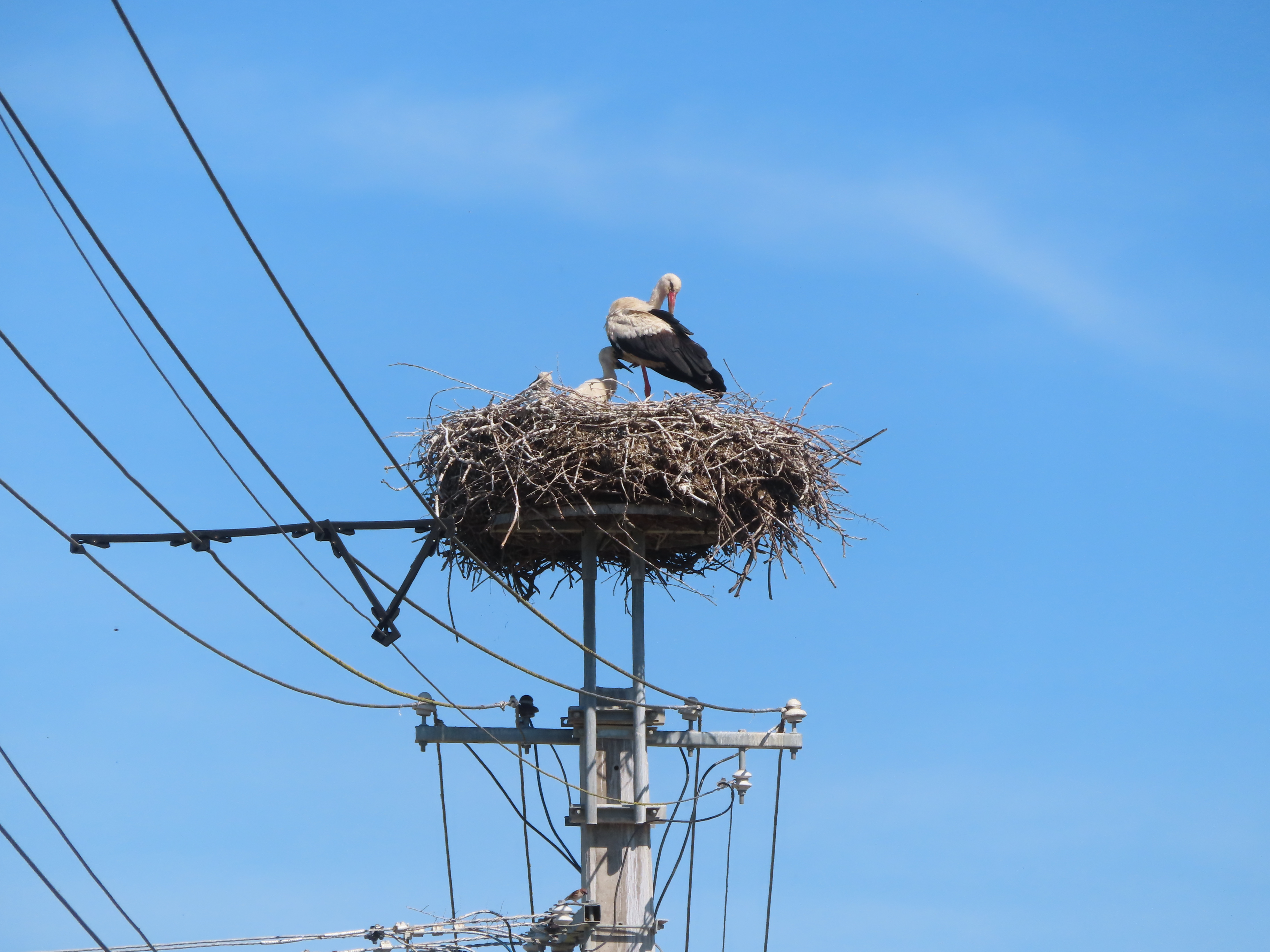

2024-ben is fészkeltek a gólyák a faluban.

## Története
A település a római kor óta lakott. Népvándorlás-kori germán sírokat tártak fel a közelben. A honfoglalás után a gyepű védelmére besenyőket telepítettek ide. A falu később teljesen magyarrá vált. A 16. században a magyarok mellé nagyszámú horvát költözött, akik Dalmáciából érkeztek és a törökök űzték el őket korábbi lakóhelyükről.
Első okleveles említése:1262-ből Bezene.
Első templomát 1400 előtt Kisboldogasszony tiszteletére szentelték.
A törökök elpusztították és a Dalmáciából elűzött horvátok menekültek ide és telepedtek le, 1884-ig Albrecht főherceg hűbéres birtoka volt. A falu lakói még 1930-ban is zömmel horvátnak vallották magukat. Bizonyítékul szolgálnak erre a temető fejfáinak feliratai. A XVIII. században pedig német telepesek érkeztek. Így vált többnemzetiségű településsé.
1715-ben a település adófizetői:
Andreas Jaksics; Laurentius Szigeti; Johannes Kustrics; Johannes Benkovics; Johannes Rocza; Thomas Behon; Johannes Varga; Fabianus Vomics; Laurentius Ezel; Georgius Radicz; Georgius Vas; Georgius Czupics; Michael Bindis; Jacobus Kovács; Martinus Novics; Blazius Zlama; Georgius Ambrus; Paulus Jankovics; Johannes Hujber; Georgius Kopinics; Stephanus Petkovics; Johannes Fekete; Andreas Kajtar; Adamus Czimit; Nicolaus Glavanovics; Georgius Drobirith; Jacobus Tinczki; Martinus Treha; Mathias Kiraly; Vittus Choch; Georgius Vindis; Simon Jankovics; Gregorius Tomasics; Michael Milotics; Paulus Ivanics; Martinus Gubovics; Johannes Radics; Paulus Farkass; Adamus Lipcsics; Thomas Lipcsics; Adamus Dekics; Johan Faló; Petrus Sterkovics; Mathias Molnar; Petrus Molnar; Martin Behan; Johannes Gubovics; Mathias Ambrus; Jacobus Gyuri; Nicolaus Kovács; Laurentius Gyukeres; Johannes Gyukeres; Thomas Mramor; Gregorius Szurics; Martinus Klemensics; Joannes Behon; Georgius Behon; Mattheus Csuklics; Michael Chorvatt; Paulus Horgos; Georgius Benkovics; Vittus Fleiss; Andreas Rupics; Gregorius Benkovics; Andreas Kis; Paulus Brenesics; Georgius Novics; Paulus Simko; Mathias Nuszer; Andreas Szabo; Martin Komenda; Laurentius Lipar; Mathaeus Zariza; Elizabetha Molnar; Johannes Freha; Gregorius Greguly; Thomas Bucza; Bartholomeus Takacs; Jacobus Petrle; Laurentius Radovics; Paulus Majorics; Mattheus Pressen; Blasius Klemensics; Johannes Fekete
A Pallas nagy lexikona szerint: kisközség Moson várm. rajkai j-ban, (1891) 1245 horvát, német és magyar lak., postahivatal és postatakarékpénztárral.
1910-ben a falu szinte teljesen tisztán (99,1%) római katolikus vallású, azonban nemzetiségi összetétele tekintetében igen heterogén volt: 1367 lakosából 954 horvát (69,7%), 211 magyar (15,4%), 198 német (14,5%), 3 fő tót (szlovák) és 1 egyéb anyanyelvű személyt írtak össze.
Napjainkban a település lakóinak kb. 2/3-a vallja magát horvát nemzetiségűnek.
A faluban aktív egyesületi és kulturális élet folyik. Működik a horvát kisebbségi önkormányzat és szervezi a Bezenyei Horvát Napokat .

### Elnevezései
A település német neve Pallesdorf. Horvátul a hivatalos neve Bizonja. A dunacsúniak Bizunja-nak nevezik a falut.

## Közélete

### Polgármesterei
- 1990–1994: Schmatovich Mátyás (független)[8]
- 1994–1998: Schmatovich Mátyás (KDNP)[9]
- 1998–2002: Schmatovich Mátyás (független)[10]
- 2002–2006: Schmatovich Mátyás (független horvát kisebbségi)[11]
- 2006–2010: Kammerhofer Róbert (független)[12]
- 2010–2014: Kammerhofer Róbert (független)[13]
- 2014–2019: Kammerhofer Róbert (független)[14]
- 2019–2024: Márkus Erika (független)[15]
- 2024– : Márkus Erika (független)[1]

## Népesség
A település népességének változása:
| Lakosok száma | 1377 | 1370 | 1302 | 1401 | 1381 | 1392 | 1349 |
|               | 2013 | 2014 | 2015 | 2021 | 2022 | 2023 | 2024 |

A 2011-es népszámlálás során a lakosok 80,2%-a magyarnak, 0,2% bolgárnak, 30,5% horvátnak, 4,4% németnek, 9% szlováknak, 0,2% ukránnak mondta magát (12,9% nem nyilatkozott; a kettős identitások miatt a végösszeg nagyobb lehet 100%-nál). A vallási megoszlás a következő volt: római katolikus 66%, református 1%, evangélikus 0,5%, görögkatolikus 0,3%, felekezeten kívüli 8,1% (24% nem nyilatkozott).
2022-ben a lakosság 73,9%-a vallotta magát magyarnak, 22,6% szlováknak, 21,7% horvátnak, 3,3% németnek, 0,6% cigánynak, 0,4% szlovénnek, 0,2% románnak, 0,1-0,1% lengyelnek, görögnek és bolgárnak, 2% egyéb, nem hazai nemzetiségűnek (7,2% nem nyilatkozott; a kettős identitások miatt a végösszeg nagyobb lehet 100%-nál). Vallásuk szerint 48,7% volt római katolikus, 1,4% református, 0,3% görög katolikus, 0,2% evangélikus, 0,4% egyéb keresztény, 0,7% egyéb katolikus, 12,7% felekezeten kívüli (35,6% nem válaszolt).

## Nevezetességei
- Wurcz-ház - a település legrégebbi háza - horvát gyűjtemény (Ady Endre u. 11)
- XVIII. század elején épített és a XIX. században megnagyobbított templom. 1812: átépítették. Orgonáját (1/12 m/r) 1886: Mozsny Vince építette, 1940: az Angster gyár átépítette.
- Pestis-oszlopok
- Szent István szobor
- „Gyereház”[18]
- Jorgován énekkar és a Mali Bizonjci ifjúsági ének- és néptánc együttes
- Bezenyei kavicsbányatavak (horgászvizek)
- Bizonjski Tamburaši (tamburazenekar)

## Itt született
- Laáb Gáspár (1747-1834) földmérő, vízépítő-mérnök.[19] 1770-től több mint ötven esztendőn át Moson vármegye mérnökeként dolgozott a Mosoni-Duna, a Lajta, a Fertő és a Hanság szabályozásán. A korai szakképesítésű magyar mérnöknemzedék egyik legkiemelkedőbb tagja volt.
- Laáb Mátyás (1746–1823) horvát katolikus pap, író, fordító, az első teljes gradišćei horvát Újszövetség fordítója
- Ambrus Callistus (1783-1845) ferences rendi szerzetes
- Pogány (Piufsich) János (1907-1983) piarista szerzetes, országos hírű matematikatanár. Tanított Vácott, Debrecenben, Szabadkán és Budapesten. 1957-ben Beke Manó-díjat kapott.